# Schlumbergera truncata
Schlumbergera truncata és una espècie de plantes en la família de les Cactaceae, endèmica del Brasil i una espècie comuna que s'ha estès per tot el món com a ornamental.
És una planta perenne carnosa, amb fulles aplanades i amb les flors de color blanc, rosa, vermell i porpra.

## Nom comú
- Català: cactus de nadal
- Anglès: Thanksgiving Cactus, Crab Cactus

## Sinonímia
- Epiphyllum truncatum Haw.
- Cactus truncatus Link
- Cereus truncatus Sweet
- Zygocactus truncatus K.Schum.
- Epiphyllum altensteinii Pfeiff.
- Zygocactus altensteinii (Pfeiff.) K.Schum.
- Epiphyllum ruckeri Paxton
- Epiphyllum bridgesii Lem.
- Epiphyllum delicatum N.e.br.
- Zygocactus delicatum